# Copră

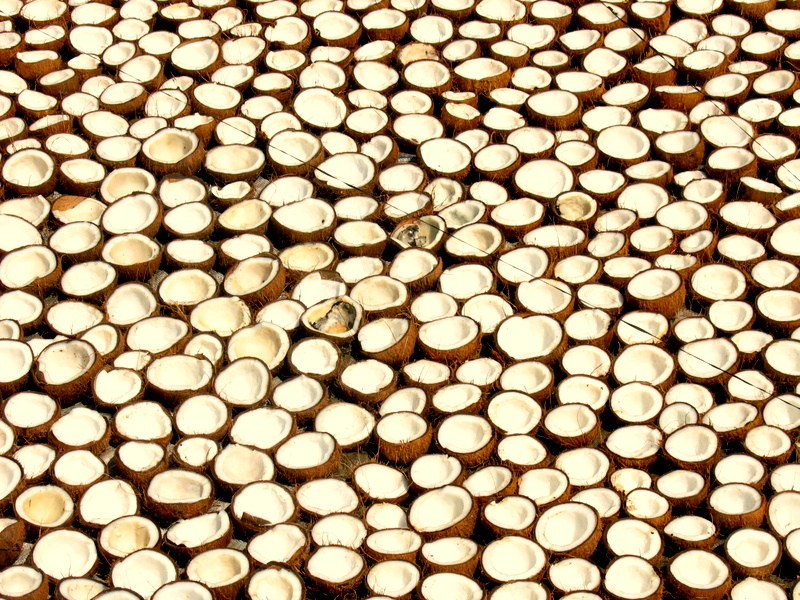
Nuci de cocos uscate la soare pentru a obține copră

Copra este miezul uscat al nucii de cocos, care conține ulei. Aceasta este folosită ca materie primă pentru obținerea untului de cocos.

## Producere

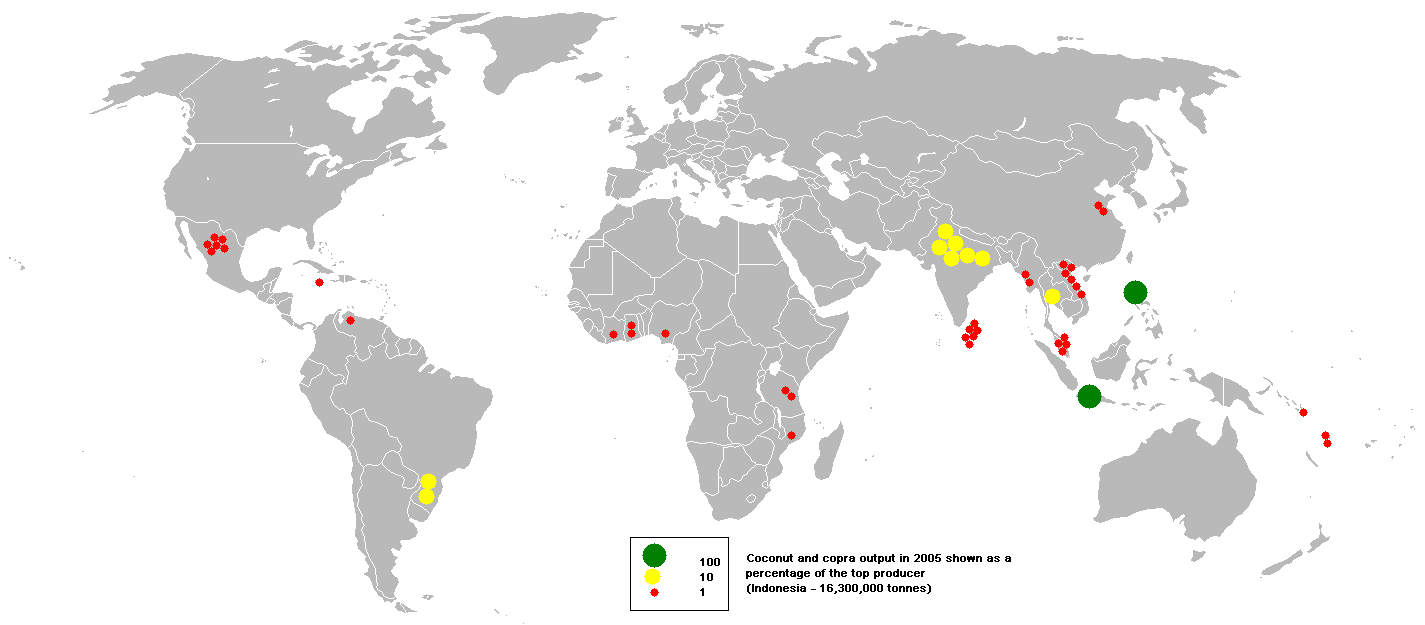
Această hartă arată distribuția globală a producției de nucă de cocos și copra în 2005 în procente; producătorul de top (Indonezia - 16.300.000 de tone).

Pentru a obține copra, se elimină coaja, după care se rupe, apoi se pune la uscat. Copra poate fi uscată la fum, la soare sau la un cuptor. Uscarea la soare necesită mai mult timp, și totodată este nevoie și de suficientă lumină. Nucile înjumătățite sunt drenate de apă și lăsate cu miezul spre cer. Ele pot fi spălate pentru a îndepărta mucegaiul de pe ele. După două zile, miezul poate fi scos din coajă cu ușurință, iar procesul de uscare este complet după 3-5 zile. 
Procesul uscării la soare poate fi combinat cu cel la cuptor. Opt ore petrecute în soare înseamnă o zi petrecută într-un cuptor, dar procesul de uscare va dura mult mai puțin. Cojile expuse la aerul cald din cuptor sunt mult mai capabile de a elimina umiditatea din ele. Acest proces poate fi însă și inversat prin uscarea parțială a coprei în cuptor și cu terminarea ei la razele soarelui. Există dezavantaje însă în ambele uscări. Dezavantajul uscării la soare a coprei este că aceasta necesită mare atenție pentru a evita contaminarea coprelor cu mucegai, în timp ce dacă aceasta este uscată la cuptor, există riscul ca miezul să se întărească și să prevină uscarea completă la soare.
În India, copra este uscată în mod natural, la umbră, pe o perioadă de la 9 la 12 luni.
Procesul de extragere al uleiului de nucă de cocos se face prin strivirea coprei, din care se obține 70% ulei, iar din restul de 30% se obține turtă de copră sau făină de copră.
Odată ce uleiul este extras, turta rămasă are aproximativ 18% - 25% proteine, dar conține atât de multe fibre, încât nu poate fi consumată în cantități mari de om. În schimb, este o hrană pentru erbivore.

## Alte date despre copră
Copra a fost clasificată ca fiind o marfă periculoasă datorită naturii sale inflamabile spontane. Transportarea acesteia pe cale aeriană a fost interzisă de OIAC fără permisiunea expresă scrisă a unei agenții autorizate statale.